# Agica
Agica je žensko osebno ime.

## Izvor imena
Ime Agica je različica ženskega osebnega imena Agata.

## Pogostost imena
Po podatkih Statističnega urada Republike Slovenije je bilo na dan 31. decembra 2007 v Sloveniji število ženskih oseb z imenom Agica: 69.

## Osebni praznik
Osebe z imenom Agica lahko godujejo takrat kot osebe z imenom Agata.